# Norberto Rivera Carrera
Norberto Rivera Carrera (La Purísima, 6. lipnja 1942.) meksički je prelat Katoličke Crkve koji je bio nadbiskup Meksika od 1995. do 2017. godine. Kardinalom je proglašen 1998. Bio je biskup Tehuacána od 1985. do 1995. godine.
Rivera je imenovan nadbiskupom Ciudad de Méxica 13. lipnja 1995. godine. Ivan Pavao II. imenovao ga je kardinalom svećenikom S. Francesco d'Assisi a Ripa Grande na konzistoriju 21. veljače 1998. godine.
Bio je jedan od kardinala izbornika koji su sudjelovali na papinskoj konklavi 2013. godine na kojoj je izabran papa Franjo.